# The Baltimore Sun
The Baltimore Sun es un diario estadounidense de Baltimore, Maryland, fundado el 17 de mayo de 1837 por Arunah Shepherdson Abell. En el periódico, escribió el autor James Cain. La familia Abell fue propietaria del medio hasta 1910. El periódico fue vendido en 1986 al grupo Times-Mirror Company de Los Ángeles. En 2000, Times-Mirror fue adquirido por Tribune Company de Chicago.
De 1910 a 1995, The Baltimore Sun lanzaba dos ediciones: una de mañana y otra de tarde. En 2005 tenía un número de ventas de algo más de 240.000 ejemplares.

## Literatura
- Hill, F.B.; Broening, S. (2023). The Life of Kings: The Baltimore Sun and the Golden Age of the American Newspaper (en inglés). Rowman & Littlefield. ISBN 978-1-4422-6878-4. Consultado el 12 de mayo de 2024.